# Чуапа
Чуапа (на суахили Tshuapa) е една от провинциите на Демократична република Конго. Разположена е в централната част на страната, по поречието на река Конго. Столицата на провинцията е град Боенде. Площта ѝ е 132 957 км², а населението, според проекция за юли 2015 г., е 	1 600 000 души. Най-масово говорените езици в провинцията са киконго, лингала и чилуба.